# تخمیدگی
در ژنتیک، تُخمیدگی (Zygosity) حالت درهم‌آمیختگی است به‌خصوص اگر از یک تخمک یا بیش از یک تخمک مشتق شده باشد یا اگر دارای ژن‌های یک‌جور یا ناجور برای نشان دادن صفات مغبنی باشند.
به عبارتی دیگر، تخمیدگی همانندی دو فنوتیپ (رخ‌مانه) در یک الل (صفت) یک ارگانیسم است.
اگر هر دو فنوتیپ یک ارگانیسم یکسان باشند به آن جورتخم (یا جورزاگ) (Homozygous) می‌گویند؛ اگر دو فنوتیپ با هم تفاوت داشته‌باشند به آن ناجورتخم (یا ناجورزاگ) (Heterozygous) می‌گویند؛ اگر یکی از دو فنوتیپ در اندامگان نباشد به آن نیمه‌جورتخم (Hemizygous) می‌گویند و اگر هر دو فنوتیپ نباشند به آن هیچ‌جورتخم (Nullizygous) می‌گویند.

## جورتخمی
یک سلول یا ارگانیسم، هنگامی برای یک ژن ویژه جورتخم است که فنوتیپ‌های یکسانی از آن ژن در هر دو کروموزوم همتا فام‌تن همتای آن یاخته موجود باشد. به آن یاخته یا ارگانیسم جورتخم می‌گویند.
به ارگانیسم دیپلوئیدی می‌گویند که هر دو الل مربوط به ژن آن مثل هم باشد. برای آن‌که الل جهش‌یافته از نوع مغلوب بتواند در صفت ژنتیکی بروز کند حتماً باید ارگانیسم از نوع جورتخم باشد، یعنی هر دو الل جهش‌یافته با هم در آن باشد تا صفت ژنتیکیِ مربوطه را نشان دهد.

## ناجورتخمی
یک ارگانیسم یا یاخته، هنگامی برای یک ژن ناجورتخم است که دارای دو رخ‌مانهٔ گوناگون از آن ژن باشد.
ناجورتخم به ارگانیسم دیپلوئیدی می‌گویند که دو الل مربوط به ژن آن متفاوت از هم باشد. برای آن‌که الل جهش‌یافته از نوع غالب بتواند در صفت ژنتیکی بروز کند ارگانیسم می‌تواند از نوع ناجورتخم باشد، یعنی هر دو الل جهش‌یافتهٔ غالب لازم نیست در آن باشد تا صفت ژنتیکیِ مربوطه را نشان دهد، بلکه اگر یکی از الل‌های جهش‌یافتهٔ غالب در آن باشد برای بروز صفت ژنتیکیِ مربوطه در آن ارگانیسم کافی است.

## نیمه‌جورتخمی
هنگامی که یک یاخته یا ارگانیسم دیپلوئید تنها بر روی یکی از فام‌تنهای همتای خود ژن یک صفت ویژه را دارا باشد و بر روی فام‌تن دیگر، آن ژن موجود نباشد، به آن اندامگان نیمه‌جورتخم می‌گویند و آن یاخته یا اندامگان برای آن صفت نیمه‌جورتخم است.

نیمه‌جورتخمی هنگامی دیده می‌شود که یک ژن از روی یکی از فام‌تن‌ها پاک شده‌باشد یا اینکه در اندامگان‌های دگرکامه (هِتروگامِتیک) (Heterogametic)، یکی از ژن‌ها بر روی یکی از فام‌تن‌های جنسی جای داشته‌باشد.

## هیج‌جورتخمی
یک ارگانیسم هیج‌جورتخم دارای دو رخ‌مانهٔ جهش‌یافته از یک ژن است.